# Menditte
Menditte (tiếng Basque: Mendikota) là một xã thuộc tỉnh Pyrénées-Atlantiques trong vùng Nouvelle-Aquitaine miền tây nam nước Pháp.